# Ocrisiona eucalypti
Ocrisiona eucalypti là một loài nhện trong họ Salticidae.
Loài này thuộc chi Ocrisiona. Ocrisiona eucalypti được Marek Żabka miêu tả năm 1990.